# Desena esmena de la Constitució dels Estats Units
La Desena esmena (en anglès Tenth Amendment) de la Constitució dels Estats Units és part de la declaració de drets que va ser ratificada el 15 de desembre del 1791. La Desena esmena de la Constitució diu que "els poders no delegats als Estats Units per la Constitució, ni prohibits per aquesta als estats, estan reservats als estats o al poble".

## Text
El text de l'esmena diu així:
| « | (català) Els poders no delegats als Estats Units per la Constitució, ni prohibits per aquesta als Estats, estan reservats als Estats respectius o al poble. | (anglès) The powers not delegated to the United States by the Constitution, nor prohibited by it to the States, are reserved to the States respectively, or to the people. | » |

## Història i jurisprudència
La Desena esmena és similar a una primitiva provisió dels Articles de la Confederació. «Cada estat reté la seva sobirania, llibertat, i independència, i cada poder, jurisdicció, i dret, que no estigui expressament delegat per la confederació als Estats Units en una assemblea del Congrés». Després que la Constitució fos ratificada, alguns van voler addicionar una esmena similar limitant els poders al govern federal, el qual podria denegar facultats implícites; de tota manera, la paraula expressament no va aparèixer en la ratificació de la Desena esmena i, per tant, la Desena esmena no modificà la clàusula necessària i adequada.
La Desena esmena, que està feta explícitament amb la idea que el govern federal està limitat solament als poders permesos en la Constitució, és generalment vista com una cosa evident, en el cas judicial d'«Estats Units Contra Sprague” el 1931, la cort suprema va apuntar que l'esmena “no danyava gens la Constitució, com originalment es va ratificar”.
Ara i adés, estats i governs locals han intentat afirmar una extensió de diverses regulacions federals, especialment en aèries laborals i de medi ambient, usant la Desena esmena com una de les seves bases de reclamació. En una altra cita del cas judicial «Estats Units Contra Darby» 312, O.S. 100, 124 (1941), es llegeix el següent:
L'esmena estableix una trivialitat, en la qual tot es manté com si no s'hagués lliurat. No hi ha res en la història de la seva declaració que suggereixi que és més que una declaratòria de la relació entre el govern nacional i el govern estatal; aquesta havia estat establerta per la Constitució abans de l'esmena, així que la seva finalitat no era altra que la de dissipar els temors que el nou govern nacional pogués tractar d'exercir les competències que no li són concedides, i que els estats no poguessin estar disponibles a exercir plenament les seves facultats reservades...

## Interpretació
Les interpretacions de l'esmena es poden ser dividir en dos camps. En la primera argumentació pel Centre de la Desena esmena, els partits llibertaris i constitucionalistes i alguns republicans, incloent-hi Ron Paul, Dan Itse i Jeff Flake, són de la idea que la Constitució no proveeix als Estats Units cap poder que no sigui expressament esmentat. Aquest argument ha estat usat per a les bases d'alguns casos judicials, com és el de «Gonzales Contra Raich» i per a argumentar a favor de repel·lir un gran nombre de lleis federals, l'abolició de la Reserva Federal, la retallada de la despesa federal en un 50% o més. I també l'esmena va ser necessària per a l'abolició de l'esclavitud i la prohibició de l'alcohol. Sense l'esmentada esmena, els congressistes no hagueren tingut autoritat per fer aquestes coses. El 1996, durant la seva campanya presidencial, el nominat republicà Bob Dole va fer repetides referències en la seva determinació de revitalitzar la Desena esmena.
L'opinió contrària és que la constitució garanteix al congrés l'autoritat de fer més o menys qualsevol cosa que no estigui explícitament prohibida per les primeres vuit esmenes.

## Participació forçada
La Cort Suprema rarament declara lleis inconstitucionals per violar la Desena esmena. En l'era moderna, la cort solament ho ha fet quan el govern federal obliga els estats a complir lleis federals. El 1992, en el cas «Nova York contra els Estats Units», 505 O.S. 144 (1992), per segona vegada en només 55 anys, la Cort Suprema va invalidar una porció d'una llei federal que violava la Desena esmena.
El cas reptava una porció de l'Acta d'Esmenes de les Polítiques de Baixa Activitat d'Escombraries Radioactives el 1985. L'acta proveïa tres incentius per complir amb les obligacions legals de proporcionar l'eliminació de residus radioactius de baixa activitat. Els primers dos incentius eren monetaris. El tercer, que era el que estava sent reptat, obligava els estats a prendre el títol de les escombraries que estiguessin en les seves fronteres i que no s'haguessin eliminat abans de gener del 1996; d'aquesta manera, cada estat és el responsable de tots els danys directament relacionats amb les escombraries. La Cort, en una decisió de 6 a 3, va determinar que la llei violava la Desena esmena; la jutgessa Sandra Day O’conor va escriure que el govern federal pot instar els estats a adoptar certes regulacions per a la despesa dels seus poders adquisitius, o del poder comercial; no obstant això, el Congrés no pot directament obligar els estats a fer complir els reglaments federals. El 1997, la Cort va tornar a dictaminar que la Brady Handgun Violence Prevention Act (Acta Brady de Prevenció de la Violència) violava la Desena esmena. L'acta requereix que els oficials locals i estatals duguin a terme la verificació de les persones que estan tractant de comprar armes.

## Clàusula comercial
D'acord amb la Desena esmena, el govern dels Estats Units té el poder per regular solament les matèries delegades a aquest per la Constitució. Altres poders estan reservats per a l'estat o per a la gent (fins i tot, els estats no poden regir sobre alguns poders). Les clàusules de comerç són articles i atribucions específicament delegades al congrés i, per tant, la seva interpretació és molt important per a determinar l'abast del poder del Govern Federal.
Al segle xx, complexos canvis econòmics després de la Gran depressió van apuntar a una revaluació tant del Congrés com de la Cort Suprema sobre l'ús del poder de les clàusules de comerç, per mantenir forta l'economia nacional.